# Victor Khavine
Victor Petrovitch Khavine (en russe russe : Виктор Петрович Хавин ; on trouve aussi l'orthographe Havin en anglais) est un mathématicien russe né le 7 mars 1933 à Saint-Pétersbourg (alors Léningrad) où il est mort le 21 septembre 2015. Il travaillait en analyse fonctionnelle, analyse réelle et théorie des fonctions. Il était professeur à l'université d'État de Saint-Pétersbourg.

## Biographie
Khavine obtient son doctorat en 1958 à l'université de Saint-Pétersbourg sous la direction de Leonid Kantorovitch (et Vladimir Smirnov ; titre de la thèse : Applications of Functional Analysis to Some Problems of Theory of Analytic Functions) et son habilitation (doctorat russe) en 1969. Il dirige depuis 1963 un séminaire à l'université de Saint-Pétersbourg et à l'institut de mathématiques Steklov sur la théorie des opérateurs, jusqu'en 1991 en commun avec Nikolai Kapitonovich Nikolski.
Ses travaux ont porté entre autres sur la relation d'incertitude connue par la mécanique quantique en analyse fonctionnelle.
Khavine était professeur invité à de nombreuses universités soviétiques, russes et étrangères, parmi lesquelles université McGill où il a enseigné pendant sept semestres.

## Prix et distinctions
En 1993 il est fait docteur honoris causa de l'université de Linköping. En 2000 il est lauréat du Lars Onsager Lecture and Professorship à Trondheim. En 2004, Javad Mashreghi et lui ont reçu le Prix G. de B. Robinson . En 1996 il a prononcé la Spencer Lecture à l'université d'État du Kansas.
Parmi ses élèves, il y a Stanislav Smirnov, Alexandre Logounov, Eugenia Malinnikova.

## Publications (sélection)
- Victor P. Khavine, « Mathematics as a source of certainty and uncertainty », dans 50 years with Hardy spaces. A tribute to Victor Havin, Birkhäuser/Springer, coll. « Oper. Theory Adv. Appl. » (no 261), 2018 (MR 3792089), p. 67-73.
- Gleb Akilov, Victor P. Khavine et B. M. Makarov, Introduction élémentaire à la théorie de l'intégration, Léninegrad, LGU, 1969 - en russe
- Victor P. Khavine, Introduction à l'analyse. Calcul différentiel et intégral de fonctions d'une variable réelle, Léninegrad, LGU, 1989 - en russe
- Victor P. Khavine et Nikolai K. Nikolski, Linear and Complex Analysis Problem Book, Springer, coll. « Lecture Notes in Mathematics » (no 1573, 1574), 1994
- B. Jöricke et Victor P. Khavine, The Uncertainty Principle in Harmonic Analysis, Springer, 1994

Livre d'hommages
- Anton Baranov, Sergei Kisliakov et Nikolai Nikolski (éditeurs), 50 years with Hardy spaces. A tribute to Victor Havin, Birkhäuser/Springer, coll. « Operator Theory: Advances and Applications » (no 261), 2018, 484 p. (ISBN 978-3-319-59077-6, ISSN 0255-0156, DOI 10.1007/978-3-319-59078-3, zbMATH 06848809)